# Еврейский полк лёгкой кавалерии
Еврейский полк лёгкой кавалерии (пол. Lekkokonny pułk żydowski), официальное название — Ветхозаветный полк лёгкой кавалерии (пол. Pułk Lekkokonny Starozakonny) — польская воинская часть в составе повстанческой армии Костюшко. Первая еврейская воинская часть со времён падения Масады, взятой римлянами в 73 г. н. э..

## Организация подразделения и боевые действия
Полк был создан Береком Йоселевичем и его компаньоном Йосефом Ароновичем по разрешению Тадеуша Костюшко, полученному 17 сентября 1794 года.
Первоначально Йоселевич обратился к коменданту Варшавы, генералу Станиславу Мокроновскому, с просьбой разрешить создание отряда из 100 евреев для действий в качестве разведчиков.
23 апреля они обратились в Комиссию Варшавского воеводства с прошением о призыве в армию среди еврейских жителей. В этой просьбе было предложение создать из евреев полк лёгкой кавалерии, на которое 17 сентября Костюшко дал своё разрешение. Командиром будущего полка был назначен Берек, произведённый Костюшко в полковники, который 1 октября издал известный призыв к евреям, редактирование призыва приписывается Немцевичу:

Слушайте сыны племени Израилева! Кто Вечного и Всемогущего вырезал в своём сердце, и кто хочет бороться за свою Отчизну, что мы все люди должны, и сейчас тому самое время, наши силы на это положить …. Кроме того, теперь это возможно, когда наш вождь, Тадеуш Костюшко, по сути, главный посланник Всевышнего Вечного, предоставил нам возможность приложить все усилия, чтобы создать еврейский полк …. Верные братья! Будем сражаться за свою страну, пока будем иметь в себе хоть каплю крови. Если мы не доживём до того, то наши дети будут жить безопасно и свободно и не будут преследоваться, как дикие животные. Дорогие братья! Будьте, как львы и леопарды!… Берек Йоселевич. полковник
Оригинальный текст (пол.)Słuchajcie dzieci plemienia Izrealitów! Kto Wiecznego i Wszechmocnego na sercu swojem wyrył i chce pomódz walczyć za ojczyznę, co my wszyscy ludzie powinni, to teraz przyszedł czas, siły nasze na to łożyć.... Prócz tego, łatwo nam teraz to przychodzi, gdy opiekun nasz, naczelnik Tadeusz Kościuszko zaiste posłańcem Wiecznego Wszechmocnego będący, przedsięwziął  na to wszystkie łożyć starania, aby wystawić regiment żydowski....Wierni bracia ! Walczymy za ojczyznę, póki w sobie mieć będziemy kroplę krwi. Gdyby i my się nie doczekali tego, to dziatki nasze przecież mieszkać będą bezpiecznie i swobodnie i nie będą sie tułały jak dzikie zwierzęta. Kochani bracia ! Obudźcie się jak lwy i lamparty...Berek Joselewicz. pułkownik
— Wierni Bracia! Walczmy za ojczyznę!...
Из народной казны были выданы на нужды полка 3000 злотых, в большинстве внесённых богатыми еврейскими купцами. На призыв Берека откликнулись примерно 500 евреев. Из них и был составлен полк лёгкой кавалерии. От Костюшко было получено разрешение на поставку полку кошерной пищи, на ношение традиционных еврейских бород и соблюдение шаббата. Полк был обмундирован в чёрные мундиры с голубыми отворотами. Помимо полка Йоселевича в Варшаве, где из 7 000 жителей 5 000 были евреями, были сформированы подразделения еврейской милиции.
На обучение воинов не было времени. В ноябре 1794 года мощная и сильная армия генерала Суворова начала наступление на Варшаву. Несмотря на отсутствие выучки, еврейский полк хорошо показал себя в бою. При обороне Праги (пригород, ныне часть Варшавы) почти все еврейские кавалеристы-добровольцы погибли.
Известны имена нескольких офицеров полка: Гершик Левкович, Якуб Эпштейн, Марек Якубович, Майер Гершкович, Хаим Юдкевич, Мордко Вольфович, Йосель Абрагамович.
Сам командир полка, полковник Берек Йоселевич, раненым попал в плен. Позже он бежал и поселился во Львове. Сражался в польских легионах в Италии. Полковник армии Варшавского герцогства. Погиб в бою с австрийцами под Коцком в 1809 году.

## Отзывы современников
Современники высоко оценили моральный дух и боевые качества этого подразделения.
Генрик Дембинский так писал в своих воспоминаниях: «Еврейское войско, под командованием полковника Берко, несло службу, где только требовалось… даже шаббат не соблюдали во время обороны».
Тадеуш Чацкий, один из авторов Конституции 3 мая, писал: «Не боясь смерти, они показали, что не опасность их страшит, а судьба любимой Отчизны».
Известный поэт Францишек Карпиньский, вспоминал: «Только еврейский полк никогда не отступал из своих окопов и полностью исполнял полученные приказы».
По свидетельству генерала Орлова, во время штурма Праги 4 ноября, колонна генерала Буксгевдена самый сильный отпор получила от полка, состоящего из 500 евреев.